# Borys Łypski
Borys Andrijowycz Łypski, ukr. Борис Андрійович Липський, ros. Борис Андреевич Липский, Boris Andriejewicz Lipski (ur. 14 października 1932, Ukraińska SRR, zm. ? w Kijowie, Ukraina) – ukraiński piłkarz, grający na pozycji pomocnika, a wcześniej napastnika, trener i sędzia piłkarski.

## Kariera piłkarska
W 1955 rozpoczął karierę piłkarską w drużynie rezerw Dynama Kijów, a w 1956 debiutował w składzie pierwszej drużyny. Latem 1956 przeszedł do Spartaka Stanisławów. Na początku 1958 przeniósł się do Łokomotywu Winnica, w którym zakończył karierę piłkarza w roku 1962.

## Kariera trenerska i sędziowska
Karierę szkoleniowca rozpoczął po zakończeniu kariery piłkarza. W 1962 pomagał trenować Łokomotyw Winnica. Od lipca do 14 sierpnia 1962 roku pełnił obowiązki głównego trenera winnickiego zespołu. Potem powrócił do Kijowa i pracował jako sędzia piłkarski. W 1976 obsługiwał mecze Wyższej Ligi ZSRR jako sędzia liniowy.

## Sukcesy i odznaczenia

### Sukcesy piłkarskie
Spartak Stanisławów
- wicemistrz Klasy B ZSRR: 1957 (finał)

Łokomotyw Winnica
- mistrz Klasy B ZSRR: 1959 (strefa 4)
- wicemistrz Klasy B ZSRR: 1960 (strefa 1), 1961 (strefa 1)
- brązowy medalista Klasy B ZSRR: 1958 (strefa 3), 1962 (strefa 3)
- brązowy medalista Mistrzostw Ukraińskiej SRR: 1961

### Odznaczenia
- tytuł Mistrza Sportu ZSRR